# Anne Rudloe
Anne Rudloe, de soltera Eidemiller, (Troy, Ohio, 24 de diciembre de 1947 – Panacea, 27 de abril de 2012) fue una bióloga marina estadounidense. Fue la cofundadora del Laboratorio de Especies Marinas en Panacea, Florida.

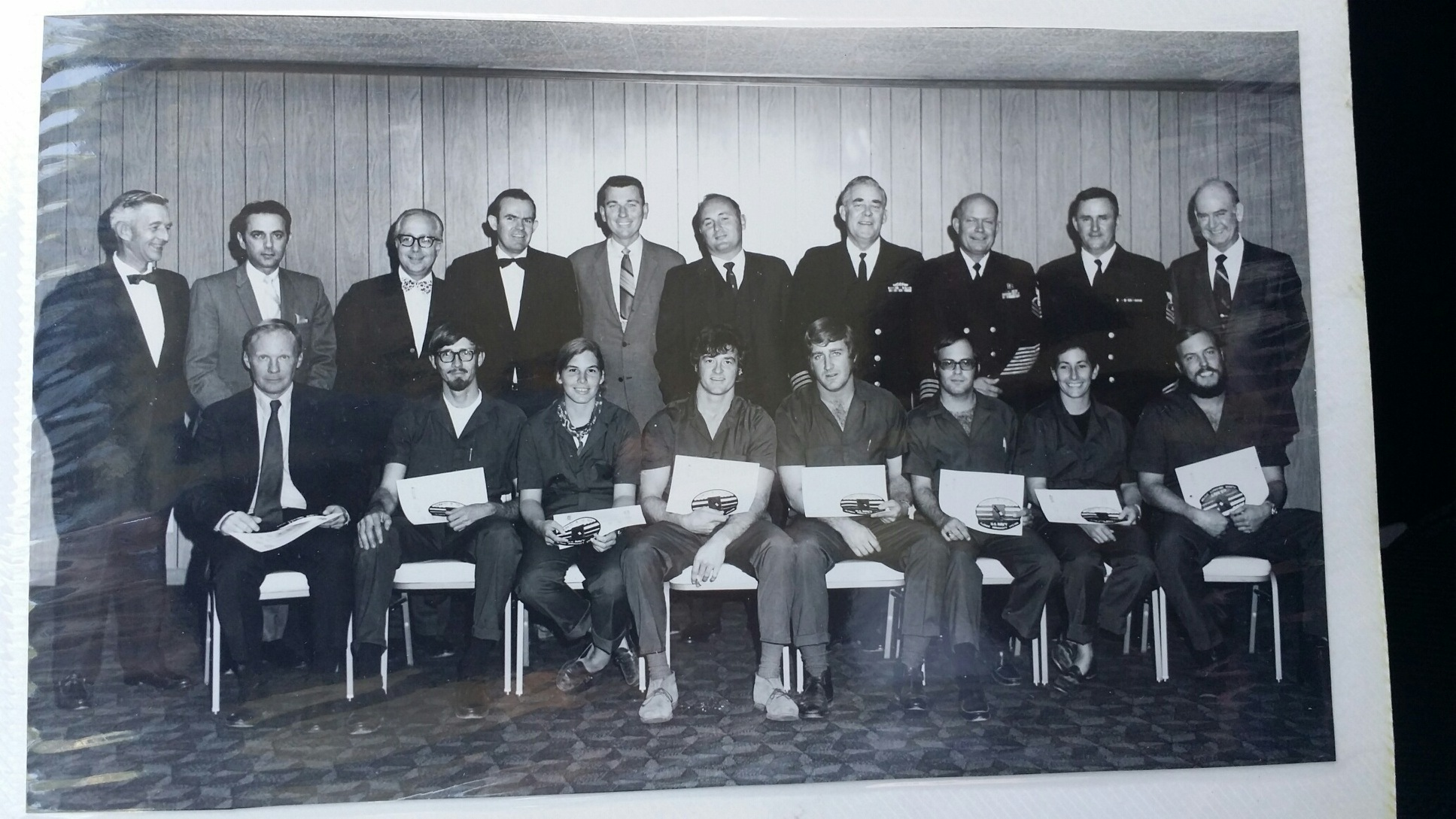
Anne Rudloe tercera por la izquierda en la base naval de Estados Unidos en Panamá durante la investigación submarina y técnicas de buceo en los años 1960. En la fila posterior, cuarto por la derecha, el Dr. (Capitán) George F. Bond, agente médico sénior y responsable de investigación de los estudios Sealab I y Sealab II a mediados de la década de 1960.

## Trayectoria
Rudloe, de nombre Anne Eidemiller, nació el 24 de diciembre de 1947 en Troy, Ohio, y se crio en Hampton, Virginia. En 1971 se casó con el escritor y naturalista Jack Rudloe. Se licenció en Biología en la Universidad Mary de Washington en 1969 y obtuvo un Máster en Oceanografía en la Universidad Estatal de Florida en 1972 con Significant associations of the motile epibenthos of the turtle-grass beds of St. Joseph Bay, Florida. Se doctoró en Biología Marina en 1978 trabajando con William F. Hernkind en la Universidad Estatal de Florida en la tesis Some ecologically significant aspects of the behavior of the horseshoe crab Limulus polyphemus.
Realizó prácticas en la Base Naval de Estados Unidos en Ciudad de Panamá en la investigación submarina y técnicas de buceo dentro del programa "Científicos en el Mar" convirtiéndose en la primera mujer en completar dicho programa. Fue profesora adjunta de Ciencias Biológicas en la Universidad Estatal de Florida. En 1980 fundó el Panacea Institute of Marine Science en Panacea, Florida.
En 1990, fue la cofundadora del Laboratorio de Especies Marinas del Golfo, un laboratorio de enseñanza sin ánimo de lucro del que fue la directora general. Rudloe también estudió budismo zen y obtuvo INGA (transmisión Dharma) para ser formadora JDPSN (Jido Papa Sanim) en la Escuela Kwan Um de zen. Fue la sacerdotisa del Centro zen del Árbol Ciprés en Tallahassee, Florida.
Falleció de cáncer de colon el 27 de abril de 2012.

## Publicaciones
Rudloe publicó cinco libros, además de artículos científicos sobre los cangrejos de herradura, rayos eléctricos, los camarones mysida y las tortugas de mar. 
Escribió para el gran público en National Geographic, Smithsonian Magazine, Sports Ilustrated, Natural History y Audubon.
El artículo "Problema en el campo Bayou" (National Geographic 182 septiembre de 1979: 377–9), que co-escribió con su marido, es frecuentemente citado cuando se hace referencia al daño medioambiental de la Cuenca Atchafalaya.

## Reconocimientos
Se convirtió en una colaboradora frecuente en la Radio Pública Nacional tanto por sus esfuerzos en la conservación del medioambiente como por su conocimiento del budismo zen.
En 2014, Rudloe fue reconocida póstumamente por el Instituto de Ley Medioambiental con el Premio Nacional Wetlands de Educación y Divulgación.

## Trabajos destacados
- Butterflies on a sea wind: beginning zen (2002)
- Chicken Wars (ficción, 2006, con Jack Rudloe)
- Priceless Florida: ecosistemas naturales y especies autóctonas (2004, con E. Whitney y D.B. Means)
- Gamba: la búsqueda interminable del oro rosa (2010, con Jack Rudloe)
- Zen en un Entorno Salvaje (2012)
- "The Suwannee, Our Wild and Scenic Rivers" en National Geographic Vol. 152, Núm. 1, julio, 1977 (con Jack Rudloe)